# Elis Ligtlee
Elis Ligtlee (ur. 28 czerwca 1994 w Deventer) – holenderska kolarka torowa, mistrzyni olimpijska i trzykrotna medalistka mistrzostw świata.

## Kariera
Największy sukces osiągnęła w 2016 roku, kiedy podczas igrzysk olimpijskich Rio de Janeiro zdobyła złoty medal w keirinie. W zawodach tych wyprzedziła Rebeccę James z Wielkiej Brytanii i Australijkę Annę Meares. Za swoje osiągnięcie została odznaczona Orderem Oranje-Nassau.
W 2015 roku zdobyła srebrny medal w sprincie indywidualnym na mistrzostwach świata w Paryżu. Rozdzieliła tam na podium Niemkę Kristinę Vogel i Chinkę Zhong Tianshi. Rok później była trzecia w wyścigu na 500 m podczas mistrzostw świata w Londynie, przegrywając tylko z Rosjanką Anastasiją Wojnową i Lee Wai Sze z Hongkongu. Wynik ten powtórzyła na rozgrywanych dwa lata później mistrzostwach świata w Apeldoorn, tym razem plasując się za Niemką Miriam Welte i Rosjanką Darją Szmielową.
Jej młodszy brat, Sam Ligtlee, także został kolarzem.